# Пососи
«Пососи́» (стилизовано под маюскул) — сингл российского хип-хоп-исполнителя Моргенштерна, выпущенный 5 июня 2020 года на лейбле Zhara Music. Песня была спродюсирована Slava Marlow.

## История
В начале июня 2020 года Моргенштерн объявил, что он выпустит новую песню 5 июня. Фанаты ожидали, что исполнитель выпустит песню под названием «Cadillac».
Песня получила негативные отзывы и начала набирать дизлайки на платформе YouTube. 8 июня Моргенштерн в Instagram сказал, что если сингл обгонит рекордсмена по дизлайкам в России — клип Тимати и Guf на песню «Москва», то он выпустит «Cadillac». В тот же день поставленная цель была достигнута.

## Обложка
Обложка песни «Пососи» является пародией на обложку дебютного студийного альбома Baby on Baby американского рэпера DaBaby.

## Видеоклип
Видеоклип на песню вышел одновременно с синглом и был снят одним дублем. Видео было срежиссировано Frame Tamer. Музыкальное видео побило рекорд русскоязычного YouTube по числу дизлайков, набрав за 4 дня 1,6 миллиона.

## Чарты
| Чарт (2020) | Высшая позиция |
| ----------- | -------------- |
| ВКонтакте   | 6              |
| GooglePlay  | 8              |